# Chris Paja
Grit Henkel alias Chris Paja(* 28. Juni 1970 in Dresden) ist eine deutsche Kinderbuchautorin.

## Leben
Grit Henkel wurde 1970 in Dresden geboren. Sie arbeitete mehrere Jahre im Finanz- und Versicherungswesen, bevor sie in Hamburg Deutsche Sprache und Literatur studierte. Nach dem Studium verbrachte sie drei Jahre in San Francisco, in denen sie literarisch tätig war. Seit 2001 lebt Grit Henkel als freie Autorin mit ihrer Familie wieder in Dresden. Der Dresdner Alwis Verlag veröffentlichte 2008 ihr erstes Kinderbuch unter dem Pseudonym Chris Paja.

## Werke
- Der SommerSchalk trägt Wintersocken. Alwis Verlag, Dresden 2008, ISBN 978-3-938932-17-9.
- Verflixt und Zugefuchst. Alwis Verlag, Dresden 2012, ISBN 978-3-938932-28-5.
- Nachts blinkert Dachs zum Klettermax.  Alwis Verlag, Dresden 2013, ISBN 978-3-938932-33-9.
- Als Grit Henkel: Donnerlüttchen. Spica Verlag, Blumenholz 2021, ISBN 978-3-98503-006-4.